# Équipe de Turquie de football au Championnat d'Europe 2008
Cet article relate le parcours de l’équipe de Turquie de football lors du championnat d'Europe de football 2008 qui a lieu du 7 au 29 juin 2008 en Autriche et en Suisse.

## Matchs de préparation
| Match amical                                           | Turquie   | 1 - 0   | Slovaquie | SchücoArena Bielefeld, Allemagne |                                 |
| 20 mai 2008 · 20 h 30 HAEC · Historique des rencontres | Balta 63e | (0 - 0) |           | Arbitrage : Michael Weiner (en)  | Arbitrage : Michael Weiner (en) |

| Match amical                                           | Turquie                       | 2 - 3   | Uruguay                                      | rewirpowerSTADION Bochum, Allemagne |                           |
| 25 mai 2008 · 20 h 30 HAEC · Historique des rencontres | Turan 13e · Kahveci 51e (cf.) | (1 - 1) | 31e (pen.) 78e Suárez · 85e (pen.) Rodríguez | Arbitrage : Florian Meyer           | Arbitrage : Florian Meyer |

| Match amical                                           | Turquie                 | 2 - 0   | Finlande | MSV-Arena Duisbourg, Allemagne                          |                                                         |
| 29 mai 2008 · 20 h 30 HAEC · Historique des rencontres | Şanlı 15e · Şentürk 88e | (1 - 0) |          | Spectateurs : 31 502 Arbitrage : Thorsten Kinhöfer (en) | Spectateurs : 31 502 Arbitrage : Thorsten Kinhöfer (en) |

## Maillot
Pour le Championnat d'Europe de football 2008, c'est Nike qui fut choisi pour confectionner le maillot de cette équipe.
| Couleurs | Rouge     |
| Marque   | Nike      |
| Domicile | Extérieur |

## Effectif
Liste des 23 joueurs sélectionnés pour l'Euro 2008.
| Numéro / Nom       | Numéro / Nom       | Équipe actuelle     | Date de naissance | J.              | Buts            |                 |                 |                 |
| Gardiens de but    | Gardiens de but    | Gardiens de but     | Gardiens de but   | Gardiens de but | Gardiens de but | Gardiens de but | Gardiens de but | Gardiens de but |
| ------------------ | ------------------ | ------------------- | ----------------- | --------------- | --------------- | --------------- | --------------- | --------------- |
| 1                  | Rüştü Reçber       | Beşiktaş            | 10.05.1973        | 0               | 0               | 0               | 0               | 0               |
| 12                 | Tolga Zengin       | Trabzonspor         | 10.10.1983        | 0               | 0               | 0               | 0               | 0               |
| 23                 | Volkan Demirel     | Fenerbahçe          | 27.10.1981        | 0               | 0               | 0               | 0               | 0               |
| Défenseurs         |                    |                     |                   |                 |                 |                 |                 |                 |
| 2                  | Servet Çetin       | Galatasaray         | 14.12.1979        | 0               | 0               | 0               | 0               | 0               |
| 3                  | Hakan Balta        | Galatasaray         | 11.07.1979        | 0               | 0               | 0               | 0               | 0               |
| 4                  | Gökhan Zan         | Beşiktaş            | 17.08.1977        | 0               | 0               | 0               | 0               | 0               |
| 13                 | Emre Güngör        | Galatasaray         | 15.05.1981        | 0               | 0               | 0               | 0               | 0               |
| 16                 | Uğur Boral         | Fenerbahçe          | 18.04.1983        | 0               | 0               | 0               | 0               | 0               |
| 15                 | Emre Aşık          | Galatasaray         | 01.01.1972        | 0               | 0               | 0               | 0               | 0               |
| 20                 | Sabri Sarıoğlu     | Galatasaray         | 11.08.1980        | 0               | 0               | 0               | 0               | 0               |
| Milieux de Terrain |                    |                     |                   |                 |                 |                 |                 |                 |
| 5                  | Emre Belözoğlu     | Fenerbahçe          | 23.06.1976        | 0               | 0               | 0               | 0               | 0               |
| 6                  | Mehmet Topal       | Galatasaray         | 18.02.1973        | 0               | 0               | 0               | 0               | 0               |
| 7                  | Mehmet Aurelio     | Betis Séville       | 13.06.1980        | 0               | 0               | 0               | 0               | 0               |
| 11                 | Tümer Metin        | Fenerbahçe          | 20.06.1987        | 0               | 0               | 0               | 0               | 0               |
| 14                 | Arda Turan         | Galatasaray         | 27.07.1987        | 0               | 0               | 0               | 0               | 0               |
| 17                 | Tuncay Şanlı       | Middlesbrough       | 10.03.1982        | 0               | 0               | 0               | 0               | 0               |
| 18                 | Kâzım Kâzım        | Fenerbahçe          | 10.09.1983        | 0               | 0               | 0               | 0               | 0               |
| 19                 | Ayhan Akman        | Galatasaray         | 18.03.1977        | 0               | 0               | 0               | 0               | 0               |
| 22                 | Hamit Altıntop     | Bayern Munich       | 01.04.1983        | 0               | 0               | 0               | 0               | 0               |
| Attaquants         |                    |                     |                   |                 |                 |                 |                 |                 |
| 8                  | Nihat Kahveci      | Beşiktaş            | 14.03.1979        | 0               | 0               | 0               | 0               | 0               |
| 9                  | Semih Şentürk      | Fenerbahçe          | 19.12.1987        | 0               | 0               | 0               | 0               | 0               |
| 10                 | Gökdeniz Karadeniz | Rubin Kazan         | 17.08.1977        | 0               | 0               | 0               | 0               | 0               |
| 21                 | Mevlüt Erdinç      | Paris Saint-Germain | 08.06.1985        | 0               | 0               | 0               | 0               | 0               |
| Sélectionneur      |                    |                     |                   |                 |                 |                 |                 |                 |
|                    | Fatih Terim        |                     | 24.01.1952        |                 |                 |                 |                 |                 |

## Résultats

### Premier tour: groupe A
| Date         | Équipe 1 | Équipe 2 | Résultat | Buteurs                                                       |
| 7 juin 2008  | Portugal | Turquie  | 2 - 0    | Pepe (61e), Raúl Meireles (90+3e)                             |
| 11 juin 2008 | Suisse   | Turquie  | 1 - 2    | Yakin (32e) \| Şentürk (58e), Turan (90e)                     |
| 15 juin 2008 | Turquie  | Tchéquie | 3 - 2    | Turan (75e), Kahveci (87e, 89e) \| Koller (34e), Plašil (62e) |

La Turquie se qualifie pour les quarts de finale à la suite de deux matchs d'anthologie face à la Suisse et la République tchèque. En effet, les Turcs s'imposent 2-1 face à la sélection suisse après avoir été menés 0-1 tandis que contre l'équipe tchèque, ils gagnent 3-2 alors qu'ils perdaient 0-2 à un quart d'heure de la fin de la partie. La Turquie termine donc deuxième du groupe A derrière le Portugal avec un bilan de deux victoires pour une défaite et un total de 5 buts inscrits et 5 concédés.
Ainsi, la sélection anatolienne accède aux quarts de finale où elle sera opposée à la Croatie, cette dernière terminant première du groupe B.

### Quart de finale
| Date         | Équipe 1 | Équipe 2 | Résultat            | Buteurs                          |
| 20 juin 2008 | Croatie  | Turquie  | 1 - 1 (1 - 3 t.a.b) | Klasnić (119e) \| Şentürk (121e) |

Le déroulement du match, gagné par les Turcs, est tout aussi incroyable : alors que l'on s'avance vers une séance de tirs au but (0-0 à quelques minutes de la fin), la Croatie ouvre le score à la fin des prolongations (119e minute). La victoire semble appartenir à cette équipe jusqu'à ce que la Turquie égalise durant la minute qui suit, tout à la fin du match. 
Lors de la séance de tirs au but, les Turcs mettent trois fois le ballon au fond des filets croates. La Croatie ne marquant qu'à une seule reprise, les Turcs se retrouvent en demi-finale où ils auront la lourde tâche de jouer face aux Allemands. La Turquie obtient donc par la même occasion sa revanche depuis son élimination de l'Euro 1996 par l'équipe croate.

### Demi-finale
| Date         | Équipe 1  | Équipe 2 | Résultat | Buteurs                                                                     |
| 25 juin 2008 | Allemagne | Turquie  | 3 - 2    | Schweinsteiger (26e), Klose (79e), Lahm (90e) \| Boral (22e), Şentürk (86e) |

La Turquie s'incline 2-3 face aux Allemands et ne se qualifie donc pas pour sa première finale de championnat d'Europe de football. En effet, après avoir ouvert le score, les Turcs encaissent deux buts puis reviennent à égalité à quatre minutes de la fin du match. On croit alors que la sélection de Fatih Terim se dirige vers les prolongations mais les Allemands inscrivent un but à la dernière minute, effaçant les derniers espoirs turcs. 
Malgré cette défaite, la Turquie aura tout de même réalisé un très bon Euro et aura fait preuve d'un excellent mental et d'un irréprochable esprit d'équipe.